# Nicolas Le Riche
Nicolas Le Riche (* 29. Januar 1972 in Sartrouville, Département Yvelines) ist ein französischer Balletttänzer. Er hatte beim Ballett der Pariser Oper bis zum Juli 2014 den Rang eines étoile inne und wurde nach den Regeln der Oper im Alter von 42 Jahren verabschiedet.

## Leben
Le Riche begann seine Ballettausbildung 1982 an der Ballettschule der Pariser Oper, deren corps de ballet er 1988 beitrat.  Am 27. Juli 1993 wurde er nach einer Vorstellung des Balletts Giselle vom damaligen Ballettdirektor Patrick Dupond zum Ersten Solotänzer ernannt. Le Riches Repertoire umfasst sowohl die großen Ballettklassiker als auch moderne, teilweise eigens für ihn geschaffene Choreografien. Auch als Choreograf hat sich Le Riche bereits betätigt. 2005 schuf er für das Ballett der Pariser Oper das abendfüllende Werk Caligula. 2007 kreierte er das Performance-Kunstwerk Echo.
Le Riche ist mit der Balletttänzerin Clairemarie Osta verheiratet, die ebenfalls étoile des Pariser Opernballetts ist. Die beiden haben eine Tochter.
Nach seinem Abschied von der Pariser Oper plante er (Stand 2014), ein eigenes Ballettensemble zu gründen.

## Auszeichnungen
- 1991: Prix du Cercle Carpeaux
- 1993: Prix de l’AROP
- 1995: Prix Benois de la Danse
- 2004: Nijinsky Award
- 2013: Ritter der Ehrenlegion[2]
- Ritter des Ordre des Arts et des Lettres
- Ritter des Ordre national du Mérite

## Filmografie
- Notre-Dame de Paris (1996, Ballettproduktion der Pariser Oper)
- Clavigo (1999, Ballettproduktion der Pariser Oper)
- Marguerite et Armand (2002)
- Appartement (2005, Ballettproduktion der Pariser Oper)
- Ivan the Terrible (2005, Ballettproduktion der Pariser Oper)
- Sylvia (2006, Ballettproduktion der Pariser Oper)
- Giselle (2007, Ballettproduktion der Pariser Oper)
- Schmetterling und Taucherglocke (2007)
- Picasso et la Danse (Ballettproduktion der Pariser Oper)
- Der Kuss des Schmetterlings (2011)